# ويليام مارتن (متزلج صدري)
ويليام مارتن (بالإنجليزية: William Martin)‏ هو متزلج صدري أمريكي، ولد في 8 يوليو 1928.

## وصلات خارجية
- ويليام مارتن على موقع أوليمبيديا (الإنجليزية)